# Ann Turner Cook
Ann Leslie Turner (ur. 20 listopada 1926 w Bridgeport, zm. 3 czerwca 2022 w St. Petersburgu) – amerykańska nauczycielka i pisarka, jej niemowlęcy portret posłużył jako logo koncernu Gerber.

## Życiorys
Urodziła się 20 listopada 1926 r. w Bridgeport jako córka Lesliego i Bethel Burson Turner, a wychowywała się początkowo w pobliskim Westport, gdzie żyło wielu artystów. Jej ojciec był znanym ilustratorem, autorem komisków Wash Tubbs oraz Captain Easy, Soldier of Fortune, a ich sąsiadką była ilustratorka Dorothy Hope Smith, to właśnie ona narysowała szkic portretowy kilkumiesięcznej Ann Turner. W 1928 r. firma Gerber ogłosiła konkurs na wizerunek dziecka, który byłby używany w kampaniach reklamowych. Smith wysłała swój szkic, pomimo iż uznawała go za nieukończony, i został on uznany za najlepszy. Sama Smith zastrzegła, że jest gotowa go poprawić, jednak jury firmy nalegało na zachowanie dotychczasowej formy. Firma wdrożyła obrazek na początku lat 1930. i przez wiele lat nie informowała szerzej o tożsamości dziecka. W latach 1940. pewna rodzina pozwała koncern, uznając dziecko z etykiety za swoje, ale pozew został odrzucony po zeznaniach ilustratorki. Przez lata jako dziecko z etykiet wskazywano liczne osoby, wśród nich były m.in. Humphrey Bogart. Shirley Temple. Elizabeth Taylor, Bob Dole i Richard M. Nixon.
Ann Turner pod koniec lat 1930. przeniosła się z rodziną do Orlando, a potem uzyskała licencjat z anglistyki na Southern Methodist University w Dallas, a następnie magisterium na University of South Florida. Po studiach wykładała angielski w szkołach średnich, a z czasem zasiadła w radzie Hillsborough High School w Tampie. Turner przez większość życia nie chciała ujawniać swojej tożsamości jako dziecka z etykiet Gerbera i przed emeryturą wystąpiła tylko raz publicznie z okazji 50-lecia marki. Po przejściu na emeryturę zaczęła udzielać wywiadów i pojawiać się w telewizji. W tym okresie napisała serię powieści kryminalnych, które samodzielnie wydała.
Żona Jamesa Cooka, kryminologa z biura szeryfa hrabstwa Hillsborough (zm. 2004 r.), matka córek Jan, Carol i Kathy oraz syna Clifforda.
Zmarła  3 czerwca 2022 r. w St. Petersburgu.